# Дарьевка (Курская область)
Дарьевка — деревня в Горшеченском районе Курской области России. Входит в состав Быковского сельсовета.

## География
Деревня находится в восточной части Курской области, в лесостепной зоне, в пределах юго-западной части Среднерусской возвышенности, на расстоянии примерно 11 километров (по прямой) к северо-западу от посёлка городского типа Горшечное, административного центра района. К югу от Дарьевки проходит автотрасса федерального значения Р298. Абсолютная высота — 235 метров над уровнем моря.
Часовой пояс
Деревня Дарьевка, как и вся Курская область, находится в часовой зоне МСК (московское время). Смещение применяемого времени относительно UTC составляет +3:00.

## Население
| 2002 | 2010 |
| ---- | ---- |
| 3    | ↘0   |